# Stéphane Brizé
Pour les articles homonymes, voir Brize (homonymie).
Stéphane Brizé est un réalisateur, scénariste et acteur français, né le 18 octobre 1966 à Rennes.
Nommé deux fois au César de la meilleure réalisation, il reçoit par ailleurs le César de la meilleure adaptation en 2010 pour Mademoiselle Chambon.

## Biographie
Né d'un père facteur et d'une mère au foyer, Stéphane Brizé vient d'un milieu où la culture se résume « à une poignée de romans dans la bibliothèque familiale ».
Après un DUT d'électronique à l'université de Rennes, il effectue un stage de fin d'étude à France 3 Rennes qui l'oriente vers l'audiovisuel. Il devient technicien à la télévision à Paris et suit des cours d'art dramatique ; il met ensuite en scène plusieurs pièces de théâtre.
Au cinéma, il réalise un premier court métrage en 1993, Bleu dommage, puis un moyen métrage en 1996, L'Œil qui traîne, avant de passer au long métrage en 1999 avec Le Bleu des villes.
A cinq reprises, il choisit l'acteur Vincent Lindon comme protagoniste de ses films : en 2009 pour Mademoiselle Chambon, en 2012 pour Quelques heures de printemps, en 2015 pour La Loi du marché, en 2018 pour En guerre et enfin en 2022 pour Un autre monde. La Loi du marché se retrouve en sélection officielle au Festival de Cannes 2015, et Vincent Lindon y obtient le Prix d'interprétation masculine. Il reçoit également pour ce rôle le Lumière du meilleur acteur l'année suivante.
Stéphane Brizé est membre du jury du Festival du cinéma américain de Deauville 2018, et président du jury du Festival Regards croisés 2018.

## Filmographie

### Réalisateur

#### Courts métrages
- 1993 : Bleu dommage Festival de Cognac 1994 : Prix du meilleur court métrage
- 1996 : L'Œil qui traîne[6] Festival du film de Vendôme 1996 : Grand Prix - Festival de Rennes 1996 : Grand Prix - Festival d'Alès : Grand Prix - Festival Mamers en Mars 1997 : Grand Prix

#### Longs métrages
- 1999 : Le Bleu des villes Festival de Namur 1999 : Mention honorable du Prix du Jury Jeune - Festival du cinéma américain de Deauville 1999 : Prix Michel-d'Ornano - Festival de Cannes, Quinzaine des réalisateurs : Prix Soleil d'or de la CCAS.
- 2005 : Je ne suis pas là pour être aimé Festival international du film de Saint-Sébastien 2005 : Prix CEC du meilleur film - Festival de Vérone 2006 : Prix spécial du jury - Festival international du film de Pyongyang 2006 : Prix
- 2006 : Entre adultes
- 2009 : Mademoiselle Chambon César de la meilleure adaptation 2010, avec Florence Vignon
- 2012 : Quelques heures de printemps
- 2015 : La Loi du marché
- 2016 : Une vie (d'après Maupassant)
- 2018 : En guerre
- 2021 : Un autre monde
- 2023 : Hors-saison

### Scénariste
Stéphane Brizé est scénariste de la plupart de ses films. Il est coscénariste du premier film de Florence Vignon, Le Premier Pas (1999), elle-même étant coscénariste de L'Œil qui traîne, Le Bleu des villes, Mademoiselle Chambon, Quelques heures de printemps et Une vie.

### Acteur
- 1993 : Bleu dommage
- 1995 : Au petit Marguery de Laurent Bénégui : l'interne
- 1995 : Ada sait pas dire non (court métrage) de Luc Pagès : le premier marchand de glaces
- 1999 : Nos vies heureuses de Jacques Maillot : Marco
- 2008 : Le Nouveau Protocole de Thomas Vincent : Vasseur

## Distinctions

### Récompenses[7]
- 1994 : Festival de Cognac : Prix du meilleur court métrage pour Bleu dommage
- 1996 :
  - Festival du film de Vendôme : Grand Prix pour L'Œil qui traîne
  - Festival de Rennes : Grand Prix pour L'Œil qui traîne
  - Festival d'Alès : Grand Prix pour L'Œil qui traîne
- 1997 : Festival Mamers en Mars : Grand Prix pour L'Œil qui traîne[8]
- 1999 :
  - Festival de Namur : Mention honorable du Prix du Jury Jeune pour Le Bleu des villes
  - Festival du cinéma américain de Deauville 1999 : Prix Michel-d'Ornano pour Le Bleu des villes
  - Festival de Cannes : Soleil d'or de la CCAS pour Le Bleu des villes
- 2005 : Festival international du film de Saint-Sébastien : Prix CEC du meilleur film pour Je ne suis pas là pour être aimé
- 2006 :
  - Festival de Vérone : Prix spécial du jury pour Je ne suis pas là pour être aimé
  - Prix SACD : Prix Nouveau Talent Cinéma
  - Festival international du film de Pyongyang : Prix pour Je ne suis pas là pour être aimé
- 2010 : César de la meilleure adaptation, avec Florence Vignon, pour Mademoiselle Chambon (adapté du roman homonyme d'Éric Holder)
- 2012 : Lauréat du 23e prix des Auditeurs du Masque et la Plume, dans la catégorie film français[9] pour Quelques heures de printemps
- 2013 : Festival de COLCOA : Prix de la critique américaine pour Quelques heures de printemps
- 2015 : Mention spéciale du jury œcuménique au 68e Festival de Cannes pour La Loi du marché, décernée en raison de « sa critique prophétique du monde du travail et sa réflexion incisive sur notre complicité implicite à des logiques marchandes inhumaines. »[10]
- 2016 : Prix Louis-Delluc pour Une vie

### Nominations
- 1999 : Festival international du film de Toronto 1999 : sélection « Contemporary World Cinema » pour Le Bleu des villes
- 2013 :
  - Festival du film de Sydney 2013 : sélection « Features » pour Quelques heures de printemps
  - Césars 2013
    - Meilleur réalisateur pour Quelques heures de printemps
    - Meilleur scénario original pour Quelques heures de printemps
- 2015 : Festival de Cannes 2015 : Sélection officielle pour La Loi du marché (Vincent Lindon obtient pour ce film le Prix d'interprétation masculine)
- César 2016 :
  - César du meilleur réalisateur pour La Loi du marché
  - César du meilleur film pour La Loi du marché

### Autre
- 2010 : Juré de la Caméra d'or au Festival de Cannes 2010